# 推手

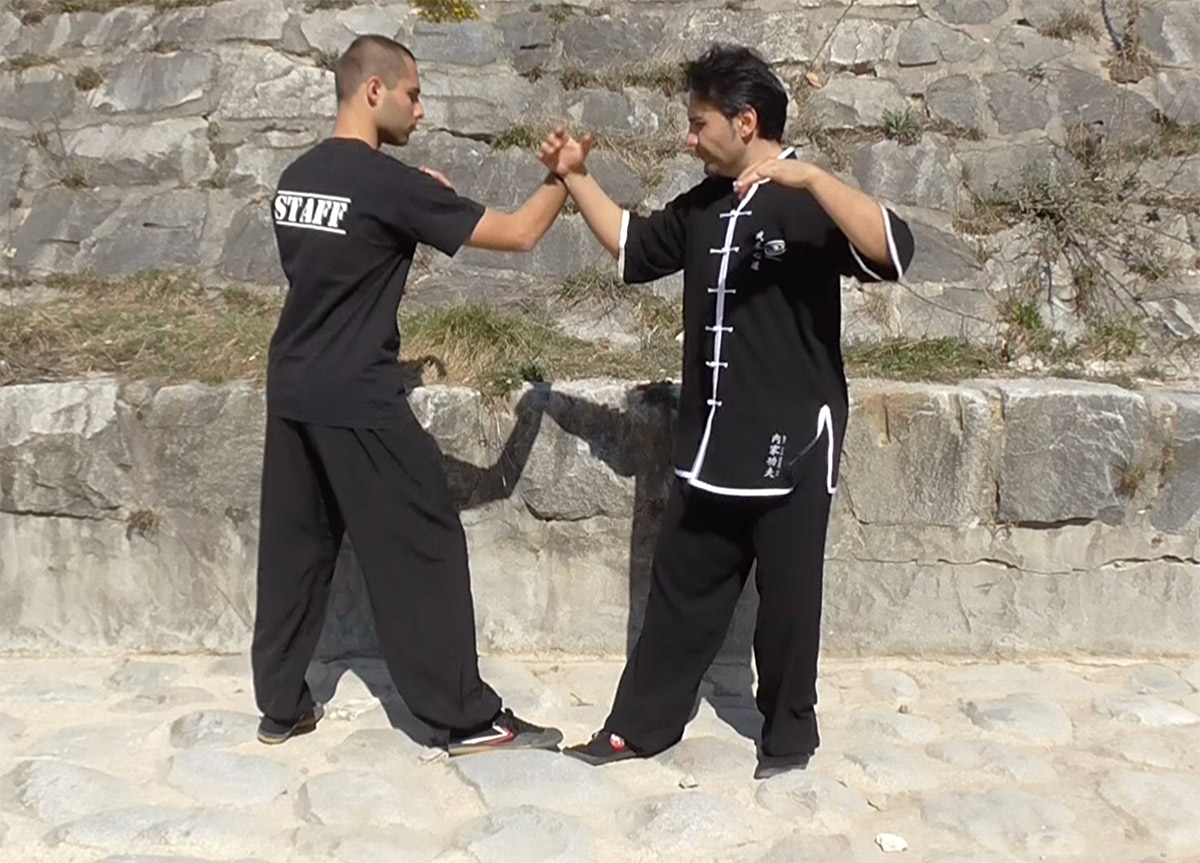

推手，亦稱搭手、揉手、擖手、比手，1820年代以后称推手， 是武术的特殊表现形式，就是在双人腕臂接触的状况下所进行的力量和攻防技术的全面体验。 在中国武术中，推手与散手相对，搭手为推手，断手为散手。
太极拳、八卦掌、意拳等内家拳拳种都有推手，其中太极拳叫打手、揉手，形意拳叫搓手、撕扒，八卦掌叫盘手，咏春拳叫碌手、黏桥，也有叫演手、粘手、拆手、搭手、缠手的。

## 太极推手
推手是各派太极十分重要的练功方法，也是太极拳有别于其他拳种的一个显著特征。
太极推手採用「定步推手」和「活步推手」兩種主要的練習方式，藉由兩人對推的練習形式，來體會如何控制自身平衡，並同破壞對手的平衡。推時務求身體放鬆，使自己「生根」，並利用鬆沈之力將對手「拔根」，身體切不可僵硬，動作才會靈活，勁才會順而不滯。以勁推，不以力推，勁起於地，發於腿，主宰於腰，形於手指，節節貫串。時時留心在腰隙，善用丹田，勿使力陷於肩背，而不自知。

## 分類
1.槍形推手：雙手以直線方式進行推手；是以拳入槍的推手，以王蘭亭太極拳為代表。
2.圓形推手：雙手以繞圓方式進行推手；以陳氏太極拳及楊氏太極拳為代表。

## 方法
推手時二人手腕相搭，周而復始相互推挽，力爭牽制對方，使其失去平衡，趁勢將他發放出去。
推手時雙方手腕不得分開，在相互粘隨的過程中動搖對方重心。

## 形式
單推手、雙推手、定步推手、活步推手、大捋推手、散推手等。